# Palmarés da Ceramica Flaminia
A ex equipa de ciclismo irlandêsa Ceramica Flaminia (e suas anteriores denominações), teve durante sua história as seguintes vitórias:

## 2004
Team Icet
| Datas          | Corridas                           | Vencedor              |
| 30 de maio     | Tour de Finistère                  | Daniele Balestri      |
| 11 de setembro | Giro Colline do Chianti Val d'Elsa | Krzysztof Szczawinski |

## 2005
Ceramica Flaminia
| Datas       | Circuito                | Corridas                                                       | Vencedor              |
| 2 de julho  | UCI Europe Tour de 2005 | Giro do Meio Brenta                                            | Manuele Spadi         |
| 10 de julho | UCI Europe Tour de 2005 | 5.ª etapa da Corrida da Solidariedade e dos Campeões Olímpicos | Maurizio Varini (CRI) |

## 2006
Ceramica Flaminia
| Datas        | Circuito                     | Corridas                           | Vencedor             |
| 11 de maio   | UCI Europe Tour de 2005-2006 | Memorial Oleg Dyachenko            | Aleksandr Kuschynski |
| 23 de agosto | UCI Europe Tour de 2005-2006 | Grande Prêmio Nobili Rubinetterie  | Paolo Longo Borghini |
| 31 de agosto | UCI Europe Tour de 2005-2006 | 3.ª etapa do Giro do Vale de Aosta | Alexei Shchebelin    |

## 2007
Ceramica Flaminia
| Datas      | Circuito                     | Corridas            | Vencedor         |
| 8 de julho | UCI Europe Tour de 2006-2007 | Giro do Meio Brenta | Adriano Angeloni |

| Datas      | Corridas          | Vencedor |
| 1 de julho | Tomasz Marczynski |          |

## 2008
Ceramica Flaminia-Bossini Docce
| Datas          | Circuito                     | Corridas                                   | Vencedor              |
| 15 de março    | UCI Europe Tour de 2007-2008 | 3.ª etapa da Volta ao Distrito de Santarém | Maurizio Biondo (CRI) |
| 16 de março    | UCI Europe Tour de 2007-2008 | Volta ao Distrito de Santarém              | Maurizio Biondo       |
| 6 de abril     | UCI Europe Tour de 2007-2008 | Grande Prêmio da Villa de Rennes           | Mikhaylo Khalilov     |
| 10 de abril    | UCI Europe Tour de 2007-2008 | 4.ª etapa do Circuito de la Sarthe         | Mikhaylo Khalilov     |
| 6 de maio      | UCI Europe Tour de 2007-2008 | 4.ª etapa da Volta às Astúrias             | Tomasz Marczynski     |
| 21 de setembro | UCI Europe Tour de 2007-2008 | G. P. Indústria e Comércio de Prato        | Mikhaylo Khalilov     |
| 4 de outubro   | UCI Europe Tour de 2007-2008 | Memorial Cimurri                           | Mikhaylo Khalilov     |
| 9 de outubro   | UCI Europe Tour de 2007-2008 | Coppa Sabatini                             | Mikhaylo Khalilov     |

| Datas       | Corridas                        | Vencedor        |
| 29 de junho | Campeonato da Itália em Estrada | Filippo Simeoni |

## 2009
Ceramica Flaminia-Bossini Docce
| Datas       | Circuito                     | Corridas                           | Vencedor              |
| 7 de abril  | UCI Europe Tour de 2008-2009 | 1.ª etapa do Circuito de la Sarthe | Enrico Rossi          |
| 13 de abril | UCI Europe Tour de 2008-2009 | Tour de Drenthe                    | Maurizio Biondo       |
| 22 de julho | UCI Europe Tour de 2008-2009 | 1.ªb etapa do Brixia Tour          | Giampaolo Caruso      |
| 25 de julho | UCI Europe Tour de 2008-2009 | 4.ª etapa do Brixia Tour           | Giampaolo Caruso      |
| 26 de julho | UCI Europe Tour de 2008-2009 | Brixia Tour                        | Giampaolo Caruso      |
| 1 de agosto | UCI Europe Tour de 2008-2009 | Dinamarca                          | Maurizio Biondo (CRI) |

## 2010
Ceramica Flaminia-Bossini Docce
| Datas       | Circuito                     | Corridas                      | Vencedor       |
| 3 de abril  | UCI Europe Tour de 2009-2010 | 3.ª etapa da Semana Lombarda  | Riccardo Riccò |
| 5 de abril  | UCI Europe Tour de 2009-2010 | 5.ª etapa da Semana Lombarda  | Riccardo Riccò |
| 11 de abril | UCI Europe Tour de 2009-2010 | Dwars door Drenthe            | Enrico Rossi   |
| 21 de abril | UCI Europe Tour de 2009-2010 | 2.ª etapa do Giro do Trentino | Riccardo Riccò |
| 5 de julho  | UCI Europe Tour de 2009-2010 | Riccardo Riccò                |                |
| 7 de julho  | UCI Europe Tour de 2009-2010 | Riccardo Riccò                |                |
| 11 de julho | UCI Europe Tour de 2009-2010 | Riccardo Riccò                |                |

| Datas       | Corridas                          | Vencedor            |
| 25 de junho | Campeonato da Lituânia em Estrada | Raivis Belohvoščiks |